# 2018년 동계 올림픽 크로스컨트리 예선
다음은 2018년 동계 올림픽 크로스컨트리 종목 출전 예선에 관한 규칙과 출전권 배정 현황에 관한 것이다.

## 출전권 부여 규정

### 기준
이번 대회에서는 총 310명의 선수에게 출전권이 부여된다. 한 국가당 최대 20명까지 부여받을 수 있으며, 남녀당 최대 12명까지 허용된다. 즉 어느 한쪽이 12명을 채웠다면 다른 한쪽은 8명만 내보내야 한다.
출전권 부여 과정에는 A기준과 B기준이 있다.
- A기준: FIS 거리종목 포인트 100위 내에 들은 선수는 거리종목과 스프린트 종목 모두, 혹은 둘 중 하나에 출전할 수 있다. 120위 이내의 선수들은 스프린트 전 종목에 참가할 수 있으며, 이후 300위까지의 선수는 일부 거리종목 (여자 10km, 남자 15km)에 출전 가능하다.
- B기준: A기준만으로는 한 명의 선수도 충족시키지 못하는 국가의 경우, 남녀당 한 명씩은 스프린트 종목이나 10km 프리 (여자)/15km 프리 (남자) 종목에 출전시킬 수 있는데 이를 기본쿼터 (basic quota)라 한다. 다만 이 경우에도 2018년 1월 22일까지의 경기에서 FIS 거리종목 포인트 300위 이내에 들은 선수여야 한다. 기준 시점은 2016년 7월부터였다.

### 쿼터배정
- 기본쿼터 - B기준을 충족하는 국가는 남녀당 한 명씩 총 두 명의 선수 출전권이 배정된다.
- 포인트순위 상위 300위 - 어느 종목이든 남녀 선수 중 한 명 이상이 300위 이내에 들은 국가는 기본쿼터에 남녀 추가쿼터 한 개 이상이 더 부여된다.
- 포인트순위 상위 30위 - 어느 종목이든 남녀 선수 중 한 명 이상이 30위 이내에 들은 국가는 기본쿼터에 남녀 추가쿼터 최대 네 개까지 부여할 수 있다.
- 잔여 쿼터 - 이밖에도 남은 쿼터는 2018년 1월 22일 기준 올림픽 쿼터배정 명단에 따라 배분된다. 위 쿼터들을 비롯해 전체 배분 쿼터수가 310에 도달할 때까지 계속된다. 한 국가가 최대치에 도달하면 해당 국가의 나머지 선수들은 그대로 건너뛴다. 여기서 사용되는 명단은 거리종목과 스프린트 양 종목의 상위 500위까지의 순위명단이다.

기본쿼터 외에 나머지 세 기준의 경우, 한 쿼터는 한 선수에만 적용되어 출전권을 부여할 수 있다. 즉 한 국가의 어느 선수가 세 기준에 모조리 해당된다고 하더라도 세 쿼터가 배정되는 것이 아닌 하나로 통친다는 의미다.

## 쿼터배정
2018년 1월 26일 쿼터 재배정 이후의 기준.

### 현황
| 국가                    | 남자 | 여자 | 추가쿼터 | 총합 |
| ----------------------- | ---- | ---- | -------- | ---- |
| 안도라                  | 1    |      |          | 1    |
| 아르헨티나              | 1    | 1    |          | 2    |
| 아르메니아              | 1    | 1    |          | 2    |
| 오스트레일리아          | 2    | 2    | 2        | 6    |
| 오스트리아              | 2    | 2    | 3        | 7    |
| 벨라루스                | 2    | 2    | 5        | 9    |
| 벨기에                  | 1    |      |          | 1    |
| 버뮤다                  | 1    |      |          | 1    |
| 볼리비아                | 1    |      |          | 1    |
| 보스니아 헤르체고비나   | 1    | 1    |          | 2    |
| 브라질                  | 1    | 1    |          | 2    |
| 불가리아                | 2    | 1    |          | 3    |
| 캐나다                  | 2    | 2    | 7        | 11   |
| 칠레                    | 1    | 1    |          | 2    |
| 중화인민공화국          | 2    | 2    |          | 4    |
| 콜롬비아                | 1    |      |          | 1    |
| 크로아티아              | 2    | 2    |          | 4    |
| 체코                    | 2    | 2    | 6        | 10   |
| 덴마크                  | 1    |      |          | 1    |
| 에콰도르                | 1    |      |          | 1    |
| 에스토니아              | 2    | 2    | 3        | 7    |
| 핀란드                  | 2    | 2    | 15       | 19   |
| 프랑스                  | 2    | 2    | 9        | 13   |
| 독일                    | 2    | 2    | 12       | 16   |
| 영국                    | 1    | 1    | 2        | 4    |
| 그리스                  | 1    | 1    |          | 2    |
| 헝가리                  | 1    | 1    |          | 2    |
| 아이슬란드              | 2    | 1    |          | 3    |
| 인도                    | 1    |      |          | 1    |
| 이란                    | 1    | 1    |          | 2    |
| 아일랜드                | 1    |      |          | 1    |
| 이탈리아                | 2    | 2    | 11       | 15   |
| 일본                    | 1    | 1    |          | 2    |
| 카자흐스탄              | 2    | 2    | 3        | 7    |
| 키르기스스탄            | 1    |      |          | 1    |
| 라트비아                | 1    | 2    |          | 3    |
| 레바논                  | 1    |      |          | 1    |
| 리히텐슈타인            | 1    |      |          | 1    |
| 리투아니아              | 2    | 1    |          | 3    |
| 마케도니아 공화국       | 1    | 1    |          | 2    |
| 멕시코                  | 1    |      |          | 1    |
| 몰도바                  | 1    |      |          | 1    |
| 몽골                    | 1    | 1    |          | 2    |
| 몬테네그로              |      | 1    |          | 1    |
| 모로코                  | 1    |      |          | 1    |
| 조선민주주의인민공화국1 | 2    | 1    |          | 3    |
| 노르웨이                | 2    | 2    | 16       | 20   |
| 파키스탄                | 1    |      |          | 1    |
| 폴란드                  | 2    | 2    | 3        | 7    |
| 포르투갈                | 1    |      |          | 1    |
| 루마니아                | 2    | 1    |          | 3    |
| 러시아 출신             | 2    | 2    | 8        | 12   |
| 세르비아                | 1    |      |          | 1    |
| 슬로바키아              | 2    | 2    | 1        | 5    |
| 슬로베니아              | 2    | 2    | 4        | 8    |
| 대한민국                | 2    | 2    |          | 4    |
| 스페인                  | 2    |      |          | 2    |
| 스웨덴                  | 2    | 2    | 16       | 20   |
| 스위스                  | 2    | 2    | 9        | 13   |
| 태국                    | 1    | 1    |          | 2    |
| 토고                    |      | 1    |          | 1    |
| 통가                    | 1    |      |          | 1    |
| 튀르키예                | 2    | 1    |          | 3    |
| 우크라이나              | 2    | 2    |          | 4    |
| 미국                    | 2    | 2    | 16       | 20   |
| 총 65개국               | 93   | 69   | 151      | 313  |

1. ^  IOC 측이 조선민주주의인민공화국 출신의 남자선수 두 명과 여자선수 한 명의 출전을 받아들이기로 결정하였으며 기존에 정해진 수의 쿼터에 세 명분을 따로 추가하는 방식으로 쿼터가 부여됐다.[3][4]

### 남자
| 기준          | 나라당 참가선수 | 총 선수 | 출전국 |
| ------------- | --------------- | ------- | --- |
| 상위 300위    | 2               | 58      | 오스트레일리아 · 오스트리아 · 벨라루스 · 불가리아 · 캐나다 · 중화인민공화국 · 크로아티아 · 체코 · 에스토니아 · 핀란드 · 프랑스 · 독일 · 아이슬란드 · 이탈리아 · 일본 · 카자흐스탄 · 리투아니아 · 노르웨이 · 폴란드 · 루마니아 · 러시아 출신 · 세르비아 · 슬로바키아 · 슬로베니아 · 대한민국 · 스페인 · 스웨덴 · 스위스 · 튀르키예 · 우크라이나 · 미국                                 |
| 기본쿼터      | 1               | 33      | 안도라 · 아르헨티나 · 아르메니아 · 벨기에 · 버뮤다 · 볼리비아 · 보스니아 헤르체고비나 · 브라질 · 칠레 · 콜롬비아 · 덴마크 · 도미니카 연방 · 에콰도르 · 영국 · 그리스 · 헝가리 · 인도 · 이란 · 아일랜드 · 일본 · 키르기스스탄 · 라트비아 · 레바논 · 리히텐슈타인 · 룩셈부르크 · 마케도니아 공화국 · 멕시코 · 몰도바 · 몽골 · 몬테네그로 · 파키스탄 · 포르투갈 · 세르비아 · 태국 · 통가 |
| IOC 특별 숙고 | 2               | 2       | 조선민주주의인민공화국 |
| 총합          |                 | 93      | |

### 여자
| 기준          | 나라당 참가선수 | 총 선수 | 출전국 |
| ------------- | --------------- | ------- | --- |
| 상위 300위    | 2               | 48      | 오스트레일리아 · 오스트리아 · 벨라루스 · 캐나다 · 중화인민공화국 · 크로아티아 · 체코 · 에스토니아 · 핀란드 · 프랑스 · 독일 · 영국 · 이탈리아 · 일본 · 카자흐스탄 · 라트비아 · 노르웨이 · 폴란드 · 러시아 출신 · 슬로바키아 · 슬로베니아 · 대한민국 · 스웨덴 · 스위스 · 우크라이나 · 미국 |
| 기본쿼터      | 1               | 22      | 안도라 · 아르헨티나 · 아르메니아 · 보스니아 헤르체고비나 · 브라질 · 불가리아 · 칠레 · 영국 · 그리스 · 헝가리 · 아이슬란드 · 이란 · 일본 · 리히텐슈타인 · 리투아니아 · 마케도니아 공화국 · 몬테네그로 · 몽골 · 루마니아 · 세르비아 · 스페인 · 태국 · 토고 · 튀르키예                      |
| IOC 특별 숙고 | 1               | 1       | 조선민주주의인민공화국 |
| 총합          |                 | 70      | |

### 잔여 쿼터
| 나라별 선수 | 총합 | 출전국                                        |
| ----------- | ---- | --------------------------------------------- |
| 16          | 48   | 노르웨이 · 스웨덴 · 미국                      |
| 15          | 15   | 핀란드                                        |
| 12          | 12   | 독일                                          |
| 11          | 11   | 이탈리아                                      |
| 9           | 18   | 프랑스 · 스위스                               |
| 8           | 8    | 러시아 출신                                   |
| 7           | 7    | 캐나다                                        |
| 6           | 6    | 체코                                          |
| 5           | 5    | 벨라루스                                      |
| 4           | 4    | 슬로베니아                                    |
| 3           | 12   | 오스트리아 · 에스토니아 · 카자흐스탄 · 폴란드 |
| 2           | 4    | 오스트레일리아 · 영국                         |
| 1           | 1    | 일본 · 슬로바키아                             |
| 총합        | 151  |                                               |

- 독일이 총 세 명분의 쿼터를 반납했으며, 오스트리아와 일본이 받아갔다. 이후 러시아 팀이 8명분을 반납하였다. 이 모든 변동 과정이 해당 목록에 반영되어 있다.

### 참가 가능성 국가
총 열다섯명 분의 쿼터가 재배정된다. 특히 러시아 출신 선수들의 대거 탈락으로 8명분을 반납한 데 대해 재배정이 실시되었다. 굵은 글씨는 쿼터를 배정받은 국가, 취소선은 쿼터를 받지 않아도 된다고 표명한 국가.
| Next available NOC 에스토니아 · 프랑스 · 체코 · 슬로베니아 · 캐나다 · 벨라루스 · 미국 · 에스토니아 · 프랑스 · 오스트레일리아 · 체코 · 스위스 · 미국 · 스위스 · 오스트레일리아 · 스위스 · 핀란드 · 이탈리아 · 카자흐스탄 · 캐나다 · 체코 · 체코 · 슬로바키아 · 체코 · 에스토니아 · 캐나다 · 벨라루스 · 폴란드 · 우크라이나 · 에스토니아 · 중화인민공화국 · 캐나다 · 카자흐스탄 |